# Faith Idehen
Faith Idehen (2 maggio 1973) è un'ex velocista nigeriana.

## Palmarès
- Giochi olimpici

Barcellona 1992: bronzo nella staffetta 4x100 metri femminile.
- Giochi del Commonwealth

Victoria 1994: oro nella staffetta 4x100 metri femminile.